# Mexcala vicina
Mexcala vicina är en spindelart som beskrevs av Wesolowska 2009. Mexcala vicina ingår i släktet Mexcala och familjen hoppspindlar. Inga underarter finns listade i Catalogue of Life.